# Маракеи
Маракеи (англ. Marakei) — атолл в северной части островов Гилберта в Тихом океане. Находится в 26 км к северо-востоку от атолла Абаианг. В центре острова располагается лагуна. Атолл состоит из двух островов, разделённых узкими проливами, пройти через которые можно только во время приливов.

## История
Открыт французским путешественником Л. И. Дюперре в 1824 году.

## Население
По переписи 2010 года население атолла Маракеи составляет 2872 человек.
| Поселение | Английское название | Население, чел. (2010) |
| --------- | ------------------- | ---------------------- |
| Раваннави | Rawannawi           | 1000                   |
| Темоту    | Temotu              | 164                    |
| Буота     | Buota               | 339                    |
| Текаракан | Tekarakan           | 358                    |
| Бваинуна  | Bwainuna            | 310                    |
| Норауэа   | Norauea             | 321                    |
| Текуанга  | Tekuanga            | 217                    |
| Антаи     | Antai               | 163                    |
| Всего     | Total               | 2872                   |